# Institut supérieur européen de gestion group
El Instituto Superior Europeo de Gestión grupo (Institut supérieur européen de gestion group - ISEG) fue fundada en París en 1980 y es un grupo de dos escuela de negocios de Francia.
Es un miembro de IONIS Education Group. Además, es miembro de ACBSP (Association of Collegiate Business School and Programs) y de IACBE (International Assembly for Collegiate Business Education).